# Sematophyllum nematocaulon
Sematophyllum nematocaulon är en bladmossart som beskrevs av Fleischer in Thériot 1932. Sematophyllum nematocaulon ingår i släktet Sematophyllum och familjen Sematophyllaceae. Inga underarter finns listade i Catalogue of Life.